# Rasino (Kaliningrad, Polessk)
Rasino (russisch Разино, deutsch Juwendt, 1938–1945 Möwenort, und: Alt Heidendorf, 1938–1945 Heidendorf, litauisch Juventai, auch Gyventė) ist ein Ort in der russischen Oblast Kaliningrad. Er gehört zur kommunalen Selbstverwaltungseinheit Stadtkreis Polessk im Rajon Polessk. Der im Jahr 1947 ebenfalls zu Rasino gezählte Ort Neu Heidendorf ist inzwischen (offenbar) verlassen. Dafür gehört auch die Ortsstelle Groß Friedrichsgraben II/Ludendorff zu Rasino.

## Geographische Lage
Rasino liegt 14 Kilometer nordöstlich der Kreisstadt Polessk (Labiau) am Ostufer des Kurischen Haffs und westlich des Großen Friedrichsgrabens (heute russisch: Polesski Kanal). Durch den Ort verläuft die russische Fernstraße R 514, die von Matrossowo (Gilge) über Polessk und weiter bis nach Prawdinsk (Friedland/Ostpreußen) verläuft. Die nächste Bahnstation ist Polessk an der Bahnstrecke Kaliningrad–Sowetsk (Königsberg–Tilsit).

## Geschichte

### Bis 1945

#### Rasino/Juwendt (Möwenort)

##### Geschichtliche Entwicklung
Das kleine Dorf Juwendt. bestand vor 1945 aus vielen kleinen Gehöften und einer Försterei. Das Gründungsjahr ist nicht bekannt, doch wurde der Ort im Jahre 1874 in den neu errichteten Amtsbezirk Nemonien (heute russisch: Golowkino) eingegliedert, der – 1938 in „Amtsbezirk Elchwerder“ umbenannt – bis 1945 zum Kreis Labiau im Regierungsbezirk Königsberg in der preußischen Provinz Ostpreußen gehörte. Im Jahre 1910 zählte Juwendt 332 Einwohner
Am 3. Juni – amtlich bestätigt am 16. Juli – 1938 wurde Juwendt aus politisch-ideologischen Gründen in „Möwenort“ umbenannt. Am 1. April des folgenden Jahres schloss sich Möwenort mit damals weniger als 300 Einwohnern mit den Nachbarorten Ludendorff (bis 1918: Groß Friedrichsgraben II) und Heidendorf (heute auch: Rasino) zur neuen Gemeinde Ludendorff zusammen. Als deren Ortsteil kam Möwenort 1945 mit dem gesamten nördlichen Ostpreußen zur Sowjetunion.

##### Kirche Juwendt

###### Kirchengebäude
Am 16. August 1931 wurde in Juwendt eine neu errichtete kleine evangelische Kirche eingeweiht. Es handelte sich um ein weißverputztes Gebäude mit aufgesetztem Glockenturm. Die Kirche überstand den Zweiten Weltkrieg unversehrt. In den 1950er Jahren wurde es zweckentfremdet und diente als Lagerhalle für Fischernetze. Möglicherweise nach einem Brand wurde die Kirche Ende der 1950er Jahre vom Militärkraften abgerissen. Auf ihrem Fundament wurde ein privates Gebäude errichtet; der Standort ist ca. 100 m südwestlich des Pfarrhauses, welches die Zeitläufte überstanden hat (das Pfarrhaus stand 2012 noch, stand aber leer; in der verlinkten Aufnahme von Google Streetview aus dem Jahr 2012 ist das graue Haus zu sehen, welches auf dem Fundament der Kirche gebaut wurde).

###### Kirchengemeinde
Durch Ausgliederung aus dem Kirchspiel der evangelischen Kirche Gilge (heute russisch: Matrossowo) wurde im Jahre 1909 eine selbständige Kirchengemeinde in Juwendt errichtet, der auch eine Hilfspredigerstelle zugeteilt wurde. Bis zum Bau der Kirche fanden die Gottesdienste in der nahegelegenen Schule statt. Mit Gilge blieb Juwendt pfarramtlich verbunden und gehörte somit bis 1945 zum Kirchenkreis Labiau in der Kirchenprovinz Ostpreußen der Kirche der Altpreußischen Union.
Heute liegt Rasino im Einzugsbereich der in den 1990er Jahren in Golowkino (Nemonien, 1938–1946 Elchwerder) neu entstandenen evangelisch-lutherischen Gemeinde. Sie gehört zur Propstei Kaliningrad der Evangelisch-lutherischen Kirche Europäisches Russland.

###### Kirchspielorte
Die Pfarrei der Kirche Gilge war in zwei Bezirke unterteilt, von denen der südliche den Bereich Juwendts ausmachte. Hierzu zählten die Dörfer Agilla (1938–1946: Haffwerder, heute russisch: Krasnoje), Alt Heidendorf (1938–1946: Heidendorf, russisch: Rasino), Ludendorff (bis 1918: Groß Friedrichsgraben II) und eben Juwendt.

###### Pfarrer
Bereits im Jahre 1905 wurde für den Seelsorgebezirk Juwendt ein eigener Hilfsgeistlicher eingesetzt, dessen Stelle bis 1936 besetzt war:
| - Hermann Adolf Rumpel, 1905–1906 - Franz Trautmann, 1906–1910 - Paul Gustav Hardt, 1908–1912 - Franz Hammler, 1925 - Johannes Hildebrandt, 1925–1926 | - Hermann Braun, 1926 - Johannes Schenk, 1926–1928 - Kurt Murach, 1928–1933 - Richard Preß, 1933–1936 |

##### Schule Juwendt
In Juwendt stand die älteste Schule am Großen Friedrichsgraben (russisch: Polesski Kanal). Es handelte sich um ein Holzhaus, in dem zwei Klassen untergebracht waren. 1927 wurde das Gebäude durch einen Neubau ersetzt. Als die Schülerzahl in Juwendt sank, wurde die Schule 1939 mit der Alt Heidendorfer Schule zu einer dreiklassigen Schule vereinigt. Das Schulgebäude ist bis heute erhalten und wird als Wohnhaus genutzt.

#### Rasino/(Alt) Heidendorf

##### Geschichtliche Entwicklung
Der zwei Kilometer südlich von Juwendt gelegene Ort Alt Heidendorf. bestand vor 1945 aus vielen kleinen Gehöften. 1797 als Mookolonie gegründet wurde aus der dann zum Gutsbezirk Pfeil (heute nicht mehr existent) gehörenden Forstkolonie Alt Heidendorf im Jahre 1887 die Landgemeinde Alt Heidendorf gebildet und in den Amtsbezirk Pfeil integriert. Im Jahre 1910 zählte Alt Heidendorf 333 Einwohner. Ihre Zahl stieg bis 1933 auf 481. Am 3. Juni 1938 wurde Alt Heidendorf in „Heidendorf“ (ohne Namenszusatz) umbenannt und schloss sich als solcher Ort am 1. April 1939 mit Möwenort (bis 1938: Juwendt, heute russisch auch: Rasino) und Ludendorff zur neuen Gemeinde Ludendorff zusammen. Als deren Ortsteil wurde Heidendorf 1945 der Sowjetunion zugeordnet.

##### Kirche
Alt Heidendorf war kein eigener Kirchort, sondern gehörte mit zur Kirche Gilge und ab 1909 zu deren – später mit einer eigenen Kirche versehenen – speziellen Seelsorgebezirk Juwendt. Heute liegt Rasino im Einzugsbereich der neu entstandenen evangelisch-lutherischen Gemeinde in Golowkino (Nemonien, 1938–1946 Elchwerder).

##### Schule Alt Heidendorf
Alt Heidendorf besaß ein zweiklassiges Schulgebäude, das allerdings 1914 im Krieg niederbrannte. 1917 wurde ein Neubau geschaffen. 1939 wurden die Schulen von Möwenort (bis 1938: Juwendt) und Heidendorf in Möwenort zu einer dreiklassigen Schule zusammengelegt. Das Schulgebäude in Alt Heidendorf gibt es nicht mehr.

### Seit 1945
Sowohl Juwendt/Möwenort wie auch Alt und Neu Heidendorf erhielten 1947 die russische Bezeichnung „Rasino“. Gleichzeitig wurde der Ort in den Dorfsowjet Golowkinski selski Sowet im Rajon Polessk eingegliedert. Von 2008 bis 2016 gehörte Rasino zur Landgemeinde Golowinskoje selskoje posselenije und seither zum Stadtkreis Polessk.